# II. Gordianus római császár
Imperator Caesar Marcus Antonius Gordianus Sempronianus Romanus Africanus Iunior Augustus, általánosan elterjedt néven II. Gordianus császár, született Marcus Antonius Gordianus (192 körül – Karthágó, 238. április 12.) társcsászár apjával I. Gordianusszal 238 március-áprilisban a Római Birodalom Africa provinciájában Maximinus Thrax ellencsászára volt.

## Előélete
Születési időpontja bizonytalan, azt 192-re becsülik. Első magas ismert tisztségét Achaea tartomány helytartójaként töltötte be. Amikor apját Africa provincia helytartójának nevezték ki, elkísérte a tartomány fővárosába, Karthágóba, és ott a helytartó helyetteseként működött.

## Trónra kerülése
238-ban a Africa tartomány fiatal arisztokratái és földbirtokosai fellázadtak Maximinus Thrax adószedője ellen, azt megölték és a provincia helytartóját nyilvánították császárrá. Amikor (némi vonakodás után) I. Gordianus elfogadta a császári bíbort, maga mellé emelte társcsászárnak fiát II. Gordianus néven. A társcsászár megkapta az Augustus nevet és a pontifex maximusi tisztség kivételével mindenben egyenrangú uralkodóvá vált, amit a szenátus jóváhagyott.

## Bukása
A társuralkodóknak korábbi időből származó peres ügyük volt a szomszédos Numidia provincia helytartójával, Capellianusszal, aki hű maradt Maximinus Thrax császárhoz. Capellianus az ellencsászárok fellépésével szinte egy időben erős hadsereggel indult meg Karthágó ellen. Numidia helytartója tapasztalt, a barbárok elleni hadviselésben edzett minden típusú fegyverzettel felszerelt hadsereggel rendelkezett, melyet szervezetten, hozzáértéssel irányított. II. Gordianus számbeli fölényben vezette a karthágói csapatokat, de ezek kiképzetlenek és rosszul felfegyverzettek voltak. Hérodianosz leírása szerint a numidiaiak „…könnyedén megfutamították a hatalmas karthágói csőcseléket; a karthágóiak meg sem várták a numidiaiak rohamát, hanem eldobálták fegyvereiket és futásnak eredtek.” A numidiai roham áldozatai között volt a karhágói csapatokat vezető II. Gordianus is, akinek holtteste sem került elő. I. Gordianus a csatával egyidőben öngyilkos lett. Capellianus Karthágóba bevonulva terrorisztikus hatalmat gyakorolt, amit kiterjesztett a Africa provincia más területére is, megtorolva ezzel a császár hatalma elleni lázadást.
A történészek értékelése szerint bebizonyosodott, hogy egy lázadás vagy államcsíny a hadsereg támogatása nélkül eleve sikertelenségre van ítélve.